# Solodans

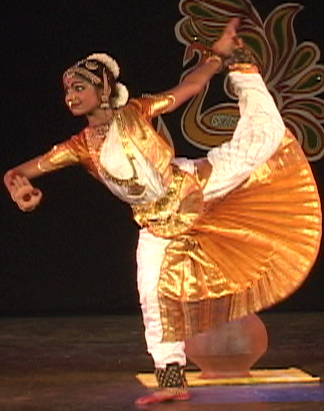
Bharatanatyam

Solodans är när en person dansar eller när en ensam dansare har den mest framträdande rollen. Motsats till solo är tutti.